# Canal Bruges-Ostende
Le canal Bruges-Ostende est une voie navigable de Belgique reliant la ville de Bruges à la ville d’Ostende.

## Géographie
À Bruges, il est connecté avec trois autres canaux : le canal de Damme, le canal Gand-Bruges et le canal Baudouin.